# TAC大学院大学
TAC大学院大学（タックだいがくいんだいがく）は、構造改革特区の認定を受けてTAC株式会社が2006年4月の開学を予定して設置申請していた大学院大学（会計大学院）である。

## 概要
キャンパスとしては、東京都千代田区丸の内に開設の東京キャンパス、及び大阪市北区に開設の大阪キャンパスの2つを予定していた。
2005年10月にTAC株式会社が受験生向けに配布したパンフレットの内容に法令違反があり、この件に関して文部科学省から厳重注意を受け、その結果同社は本大学院設置の申請を取り下げた。

## 組織
以下の組織の設置を予定していた。
- 会計プロフェッション研究科
  - 会計プロフェッション専攻（専門職学位課程）（通信教育課程を併設）